# Used to This
Used to This è una canzone del rapper americano Future. È stata pubblicata il 4 novembre 2016 da Freebandz e Epic Records, come primo singolo del suo mixtape Beast Mode 2 (2018); tuttavia, è stato incluso nella versione digitale del suo quinto album in studio Future. La canzone, prodotta da Zaytoven, insieme alla partecipazione straordinaria del famoso rapper canadese Drake. La canzone è certificata d'oro dalla Recording Industry Association of America (RIAA) per aver venduto più di 500.000 di copie digitali.

## Video musicale
Il video musicale per la canzone "Used to This" è stato pubblicato il 4 novembre 2016 tramite l'account Vevo del rapper Future.